# Certificações de vendas de discos no mundo
Esta lista apresenta as certificações de vendas de discos no mundo. A indústria musical global atribui prémios de certificação baseado no número de vendas do trabalho num certo país. Estes prémios e as suas vendas são definidos pelo regulamento de cada editora discográfica que representa um certo país na música. Existem as certificações de obrigatórias de "Disco de Ouro", para certo quantitativo e "Disco de Platina" para o dobro deste, e ocasionalmente "Disco de Diamante" para cinco vezes o quantitativo de cópias do "Disco de Platina" e dez vezes o de ouro. Em vários casos, nos múltiplos de "Platina" e é atribuída a certificação de "Disco de Platina Duplo" e "Disco de Diamante Duplo". O Reino Unido possui ainda o "Disco de Prata", para o quantitativo inferior ao "Disco de Ouro".
Cada país baseia sua certificação em sua população e em grau de defasagem fonográfica (perda de vendas para downloads gratuitos ilegais e cópias clandestinas de produtos). Portanto, um país sem defasagem pode ter níveis de certificação mais altos do que outro com uma população bem maior, mas que sofra defasagem. Muitas das indústrias musicais à volta do mundo são representadas pela Federação Internacional da Indústria Fonográfica. Esta opera em 60 países e é filiada a 71 países. Alguns países como Albânia e Jamaica possuem suas associações e estão ligadas ao IFPI, mas ainda não tem a indústria forte o suficiente para emitir prêmios. Em alguns casos, a IFPI é meramente afiliada com os organismos de certificação já em funcionamento de um país, mas em muitos outros países menos desenvolvidos com indústrias, atua como o único organismo de certificação de manutenção do país ou região. Ainda outros países não representados pela IFPI têm organismos de certificação operando de maneira independente, tais como empresas de serviço de registro individual em que o país ou a da música da região atua como um todo. O Conselho de Cooperação do Golfo é um grupo de seis países que emitem certificações como um único país; o mesmo ocorre com o Reino Unido, que conglomera quatro países. Outro caso é o do Lesoto, que não emite certificações, mas tem suas vendas somadas às da África do Sul, que emite por ambos.
Embora todos os organismos de certificação deem prémios para vendas de álbuns no formato CD, muitos também certificam singles, DVDs, vídeos musicais e streaming. Além disso, alguns organismos de certificação têm escalas distintas para o limiar de obras nacionais e de origem internacional, variando estilos, tamanhos e formatos.
No final da década de 2000, certos países começaram a certificar os chamados produtos digitais, que são os downloads para internet, e ringtones que são vendas feita via telefonia móvel (celular). O Brasil certifica esse tipo de formato desde novembro de 2008 pela Pro-Música Brasil, que segundo uma reportagem da IFPI, o país é uma grande potência no mercado fonográfico digital. Uma das razões são as inovações de mercado e de tecnologia fazendo assim ser a maior indústria da América Latina em 2009. Cerca de 80% das vendas digitais são de Telefonia móvel, e o que ajuda isso também são as redes sociais de grande audiência no Brasil, entre eles o Twitter, YouTube e MySpace. E que no futuro o país será um dos maiores mercados digitais do mundo, devido aos altos índices de crescimento a cada ano. O faturamento em 2007 foi de mais 24 milhões de reais, equivalente a 8% do lucro total do "Mercado Brasileiro de Música", segundo estatísticas oficiais da Pro-Música Brasil.

## Álbuns
| África do Sul                                | RISA                     | —      | 25 000  | 50 000    | —          | —      | 15 000  | 30 000    | —          |
| Alemanha                                     | BVMI                     | —      | 75 000  | 150 000   | 750 000    | —      | 100 000 | 200 000   | 750 000    |
| Argentina                                    | CAPIF                    | —      | 10 000  | 20 000    | 135 000    | —      | 20 000  | 40 000    | 250 000    |
| Austrália                                    | ARIA                     | —      | 35 000  | 70 000    | 500 000    | —      | 35 000  | 70 000    | 500 000    |
| Áustria                                      | VOMC                     | —      | 7 500   | 15 000    | —          | —      | 7 500   | 15 000    | —          |
| Bélgica                                      | BEA                      | —      | 10 000  | 20 000    | 100 000    | —      | 15 000  | 30 000    | —          |
| Brasil                                       | Pro-Música Brasil[I]     | —      | 40 000  | 80 000    | 300 000    | —      | 20 000  | 40 000    | 160 000    |
| Bulgária                                     | BAMP                     | —      | 1 000   | 2 000     | —          | —      | 1 000   | 2 000     | —          |
| Canadá                                       | Music Canada[II]         | —      | 40 000  | 80 000    | 800 000    | —      | 40 000  | 80 000    | 800 000    |
| Chile                                        | IFPI Chile               | —      | 5 000   | 10 000    | 100 000    | —      | 5 000   | 10 000    | 100 000    |
| China                                        | SARFT                    | —      | 20 000  | 40 000    | —          | —      | 10 000  | 20 000    | —          |
| Cingapura                                    | RIAS                     | —      | 5 000   | 10 000    | —          | —      | 5 000   | 10 000    | —          |
| Colômbia                                     | APDIF                    | —      | 10 000  | 20 000    | 200 000    | —      | 5 000   | 10 000    | 100 000    |
| Coreia do Sul                                | KMCIA                    | —      | —       | 250 000   | 1 000 000  | —      | —       | 250 000   | 1 000 000  |
| Croácia                                      | HDU                      | 3 750  | 7 750   | 15 000    | 30 000     | 3 750  | 7 750   | 15 000    | 30 000     |
| Dinamarca                                    | IFPI Dinamarca           | —      | 10 000  | 20 000    | —          | —      | 10 000  | 20 000    | —          |
| Egito                                        | ENGIFPI                  | —      | 25 000  | 50 000    | —          | —      | 5 000   | 10 000    | —          |
| Equador                                      | FIFE                     | —      | 3 000   | 6 000     | —          | —      | 3 000   | 6 000     | —          |
| Eslováquia                                   | IFPI Slovenská Republika | —      | 2 000   | 4 000     | —          | —      | 1 000   | 2 000     | —          |
| Eslovênia                                    | IFPI                     | —      | 5 000   | 10 000    | —          | —      | 5 000   | 10 000    | —          |
| Espanha                                      | PROMUSICAE               | —      | 20 000  | 40 000    | —          | —      | 20 000  | 40 000    | —          |
| Estados Unidos                               | RIAA                     | —      | 500 000 | 1 000 000 | 10 000 000 | —      | 500 000 | 1 000 000 | 10 000 000 |
| Filipinas                                    | IFPI                     | —      | 7 500   | 15 000    | 150 000    | —      | 7 500   | 15 000    | 150 000    |
| Finlândia                                    | IFPI Finlândia           | —      | 10 000  | 20 000    | —          | —      | 10 000  | 20 000    | —          |
| França                                       | SNEP                     | —      | 50 000  | 100 000   | 500 000    | —      | 50 000  | 100 000   | 500 000    |
| Grécia                                       | AGPP                     | —      | 6 000   | 12 000    | —          | —      | 3 000   | 6 000     | —          |
| Hong Kong                                    | IFPI Hong Kong Group     | —      | 15 000  | 30 000    | —          | —      | 7 500   | 15 000    | —          |
| Hungria                                      | MAHASZ                   | —      | 2 000   | 4 000     | —          | —      | 1 000   | 2 000     | —          |
| Índia                                        | IMI                      | —      | 100 000 | 200 000   | —          | —      | 4 000   | 6 000     | —          |
| Indonésia                                    | AIRI                     | —      | 35 000  | 75 000    | —          | —      | 5 000   | 10 000    | —          |
| Islândia                                     | ICC                      | —      | 5 000   | 10 000    | —          | —      | 5 000   | 10 000    | —          |
| Israel                                       | IFPI                     | —      | 15 000  | 30 000    | —          | —      | 10 000  | 20 000    | —          |
| Irlanda                                      | IRMA                     | —      | 7 500   | 15 000    | —          | —      | 7 500   | 15 000    | —          |
| Itália                                       | FIMI                     | —      | 25 000  | 50 000    | 500 000    | —      | 25 000  | 50 000    | 500 000    |
| Japão                                        | RIAJ                     | —      | 100 000 | 250 000   | 1 000 000  | —      | 100 000 | 250 000   | 1 000 000  |
| Letônia                                      | LaMPA                    | —      | 5 000   | 9 000     | —          | —      | 5 000   | 9 000     | —          |
| Líbano                                       | LAP                      | —      | 20 000  | 40 000    | —          | —      | 1 000   | 2 000     | —          |
| Lituânia                                     | IFPI                     | —      | 8 000   | 15 000    | —          | —      | 4 000   | 8 000     | —          |
| Malásia                                      | RIAM                     | —      | 5 000   | 10 000    | —          | —      | 5 000   | 10 000    | —          |
| México                                       | AMPROFON                 | —      | 30 000  | 60 000    | 300 000    | —      | 30 000  | 60 000    | 300 000    |
| Noruega                                      | NMO                      | —      | 15 000  | 30 000    | —          | —      | 15 000  | 30 000    | —          |
| Nova Zelândia                                | RMNZ                     | —      | 7 500   | 15 000    | —          | —      | 7 500   | 15 000    | —          |
| Países Baixos                                | NVPI                     | —      | 20 000  | 40 000    | —          | —      | 20 000  | 40 000    | —          |
| Paraguai                                     | IFPI                     | —      | 5 000   | 10 000    | —          | —      | 5 000   | 10 000    | —          |
| Peru                                         | APIF                     | —      | 3 000   | 6 000     | —          | —      | 3 000   | 6 000     | —          |
| Polônia                                      | ZPAV                     | —      | 15 000  | 30 000    | 150 000    | —      | 10 000  | 20 000    | 100 000    |
| Portugal                                     | AFP                      | —      | 7 500   | 15 000    | —          | —      | 7 500   | 15 000    | —          |
| Reino Unido                                  | BPI                      | 60 000 | 100 000 | 300 000   | —          | 60 000 | 100 000 | 300 000   | —          |
| República Checa                              | IFPI Česká Republika     | —      | 5 000   | 10 000    | —          | —      | 1 500   | 3 000     | —          |
| Rússia                                       | 2M                       | —      | 25 000  | 50 000    | —          | —      | 5 000   | 10 000    | —          |
| Suécia                                       | GLF                      | —      | 20 000  | 40 000    | —          | —      | 20 000  | 40 000    | —          |
| Suíça                                        | IFPI Schweiz             | —      | 10 000  | 20 000    | —          | —      | 10 000  | 20 000    | —          |
| Tailândia                                    | TECA                     | —      | 10 000  | 20 000    | —          | —      | 5 000   | 10 000    | —          |
| Taiwan                                       | RIFT                     | —      | 15 000  | 30 000    | —          | —      | 5 000   | 10 000    | —          |
| Turquia                                      | TPIS                     | —      | 50 000  | 100 000   | 150 000    | —      | 3 000   | 5 000     | 10 000     |
| Ucrânia                                      | YAMW                     | —      | 50 000  | 100 000   | 500 000    | —      | 25 000  | 50 000    | 100 000    |
| Uruguai                                      | CUD                      | —      | 2 000   | 4 000     | —          | —      | 2 000   | 4 000     | —          |
| Venezuela                                    | APROFON                  | —      | 5 000   | 10 000    | —          | —      | 5 000   | 10 000    | —          |
| "—" denota um título não atribuído pelo país |                          |        |         |           |            |        |         |           |            |

↑I  Lançamentos antes de de 1 de janeiro de 2004 para Disco de Ouro, Disco de Platina e Disco de Diamante no repertório nacional, são 100 000, 250 000 e 1 000 000. Antes de 1 de janeiro de 2006 são: 50 000, 125 000 e 500 000. Entre 1 de janeiro de 2006 e 31 de dezembro de 2009 são: 50 000, 100 000 e 500 000. Para repertório internacional antes de 1 de Janeiro de 2001 são: 100 000, 250 000 e 1 000 000. Antes de 1 de janeiro de 2006 são: 50 000, 125 000 e 500 000 e entre 1 de janeiro de 2006 e 31 de dezembro de 2009 são:30 000, 60 000 e 250 000.
↑  Para lançamentos depois de 1 de maio de 2008 de Disco de Ouro, Platina e Diamante são: 50 000, 100 000 e 1 000 000

## Singles
| África do Sul                                | RISA                 | —       | 10 000  | 25 000    | —          |
| Alemanha                                     | BVMI                 | —       | 150 000 | 300 000   | —          |
| Áustria                                      | IFPI Áustria         | —       | 15 000  | 30 000    | —          |
| Austrália                                    | ARIA                 | —       | 35 000  | 70 000    | —          |
| Bélgica                                      | BEA                  | —       | 10 000  | 20 000    | —          |
| Brasil                                       | Pro-Música Brasil    | —       | 40 000  | 80 000    | 300 000    |
| Canadá                                       | Music Canada         | —       | 40 000  | 80 000    | 800 000    |
| Cingapura                                    | RIAS                 | —       | 5 000   | 10 000    | —          |
| Dinamarca                                    | IFPI Dinamarca       | —       | 45 000  | 90 000    | —          |
| Egito                                        | ENGIFPI              | —       | 20 000  | 40 000    | —          |
| Espanha                                      | PROMUSICAE           | —       | 20 000  | 40 000    | —          |
| Estados Unidos                               | RIAA                 | —       | 500 000 | 1 000 000 | 10 000 000 |
| Finlândia                                    | IFPI Finlândia       | —       | 5 000   | 10 000    | —          |
| França                                       | SNEP                 | —       | 75 000  | 150 000   | 250 000    |
| Grécia                                       | IFPI Grécia          | —       | 3 000   | 6 000     | —          |
| Hungria                                      | MAHASZ               | —       | 1 500   | 3 000     | —          |
| Irlanda                                      | IRMA                 | —       | 7 500   | 15 000    | —          |
| Itália                                       | FIMI                 | —       | 50 000  | 100 000   | -          |
| Japão                                        | RIAJ                 | —       | 100 000 | 250 000   | 1 000 000  |
| México                                       | AMPROFON             | —       | 30 000  | 60 000    | 300 000    |
| Holanda                                      | NVPI                 | —       | 10 000  | 20 000    | —          |
| Nova Zelândia                                | RMNZ                 | —       | 7 500   | 15 000    | —          |
| Noruega                                      | IFPI Norway          | —       | 5 000   | 10 000    | —          |
| Polônia                                      | ZPAV                 | —       | 10 000  | 20 000    | —          |
| Portugal                                     | AFP                  | —       | 10 000  | 20 000    | —          |
| República Checa                              | IFPI Česká Republika | —       | —       | 1 000     | 2 000      |
| Reino Unido                                  | BPI                  | 200 000 | 400 000 | 600 000   | —          |
| Suécia                                       | IFPI Svenska Gruppen | —       | 20 000  | 40 000    | —          |
| Suíça                                        | IFPI Schweiz         | —       | 15 000  | 30 000    | —          |
| Taiwan                                       | RIT                  | —       | 5 000   | 10 000    | —          |
| Turquia                                      | TPIS                 | —       | 25 000  | 50 000    | 75 000     |
| "—" denota um título não atribuído pelo país |                      |         |         |           |            |

## Vídeos musicais (DVD)
| Alemanha                                     | BVMI                     | 25 000  | 50 000  | —         | 25 000  | 50 000  | —         |
| Argentina                                    | CAPIF                    | 7 500   | 15 000  | —         | 7 500   | 15 000  | —         |
| Austrália                                    | ARIA                     | 7 500   | 15 000  | —         | 7 500   | 15 000  | —         |
| Áustria                                      | VOMC                     | 5 000   | 10 000  | —         | 5 000   | 10 000  | —         |
| Bélgica                                      | BEA                      | 25 000  | 50 000  | —         | 25 000  | 50 000  | —         |
| Brasil                                       | Pro-Música Brasil        | 25 000  | 50 000  | 250 000   | 15 000  | 30 000  | 125 000   |
| Canadá                                       | Music Canada             | 5 000   | 10 000  | 100 000   | 5 000   | 10 000  | 100 000   |
| Colômbia                                     | APDIF                    | 5 000   | 10 000  | —         | 5 000   | 10 000  | —         |
| Dinamarca                                    | IFPI Dinamarca           | 7 500   | 15 000  | —         | 7 500   | 15 000  | —         |
| Eslováquia                                   | IFPI Slovenská Republika | 750     | 1 500   | —         | 375     | 750     | —         |
| Espanha                                      | PROMUSICAE               | 10 000  | 25 000  | —         | 10 000  | 25 000  | —         |
| Estados Unidos                               | RIAA                     | 50 000  | 100 000 | —         | 50 000  | 100 000 | —         |
| Finlândia                                    | IFPI Finlândia           | 5 000   | 10 000  | —         | 5 000   | 10 000  | —         |
| França                                       | SNEP                     | 7 500   | 15 000  | 60 000    | 7 500   | 15 000  | 60 000    |
| Grécia                                       | AGPP                     | 3 000   | 6 000   | —         | 5 000   | 10 000  | —         |
| Hungria                                      | MAHASZ                   | 2 000   | 4 000   | —         | 2 000   | 4 000   | —         |
| Irlanda                                      | IRMA                     | 2 000   | 4 000   | —         | 2 000   | 4 000   | —         |
| Islândia                                     | ICC                      | 5 000   | 10 000  | —         | 5 000   | 10 000  | —         |
| Itália                                       | FIMI                     | 10 000  | 20 000  | —         | 10 000  | 20 000  | —         |
| Japão                                        | RIAJ                     | 100 000 | 250 000 | 1 000 000 | 100 000 | 250 000 | 1 000 000 |
| Letônia                                      | LMPA                     | 5 000   | 10 000  | —         | 5 000   | 10 000  | —         |
| México                                       | AMPROFON                 | 10 000  | 20 000  | —         | 10 000  | 20 000  | —         |
| Nova Zelândia                                | RMNZ                     | 2 500   | 5 000   | —         | 2 500   | 5 000   | —         |
| Noruega                                      | NMO                      | 5 000   | 10 000  | —         | 5 000   | 10 000  | —         |
| Países Baixos                                | NVPI                     | 25 000  | 50 000  | —         | 30 000  | 60 000  | —         |
| Polônia                                      | ZPAV                     | 5 000   | 10 000  | —         | 5 000   | 10 000  | —         |
| Portugal                                     | AFP                      | 4 000   | 8 000   | —         | 4 000   | 8 000   | —         |
| Reino Unido                                  | BPI                      | 25 000  | 50 000  | —         | 25 000  | 50 000  | —         |
| República Checa                              | IFPI Česká Republika     | 1 500   | 3 000   | —         | 750     | 1 500   | —         |
| Rússia                                       | 2M                       | 25 000  | 50 000  | —         | 10 000  | 20 000  | —         |
| Suécia                                       | GLF                      | 5 000   | 10 000  | —         | 5 000   | 10 000  | —         |
| Uruguai                                      | IFPI                     | 1 000   | 2 000   | —         | 1 000   | 2 000   | —         |
| "—" denota um título não atribuído pelo país |                          |         |         |           |         |         |           |

## Produtos digitais

### Download
| Argentina                                    | CAPIF             | 10 000  | 20 000    | —         |
| Brasil                                       | Pro-Música Brasil | 50 000  | 100 000   | 500 000   |
| Canadá                                       | Music Canada      | 20 000  | 40 000    | 400 000   |
| Dinamarca                                    | IFPI Dinamarca    | 15 000  | 30 000    | —         |
| Egito                                        | IFPI Egito        | 20 000  | 40 000    | —         |
| Espanha                                      | PROMUSICAE        | 20 000  | 40 000    | —         |
| Estados Unidos                               | RIAA              | 500 000 | 1 000 000 | —         |
| Itália                                       | FIMI              | 20 000  | 40 000    | 60 000    |
| Japão                                        | RIAJ              | 100 000 | 250 000   | 1 000 000 |
| México                                       | AMPROFON          | 40 000  | 80 000    | 400 000   |
| "—" denota um título não atribuído pelo país |                   |         |           |           |

### Master Ringtones
| Brasil                                       | Pro-Música Brasil | 50 000  | 100 000   | 500 000   |
| Canadá                                       | Music Canada      | 20 000  | 40 000    | 400 000   |
| Egito                                        | IFPI Egito        | 20 000  | 40 000    | —         |
| Espanha                                      | PROMUSICAE        | 20 000  | 40 000    | —         |
| Estados Unidos                               | RIAA              | 500 000 | 1 000 000 | —         |
| Japão                                        | RIAJ*             | —       | —         | 1 000 000 |
| México                                       | AMPROFON          | 40 000  | 80 000    | 400 000   |
| "—" denota um título não atribuído pelo país |                   |         |           |           |

* A certificação começa com disco de platina duplo com 500 mil.